# Place des Ramacles

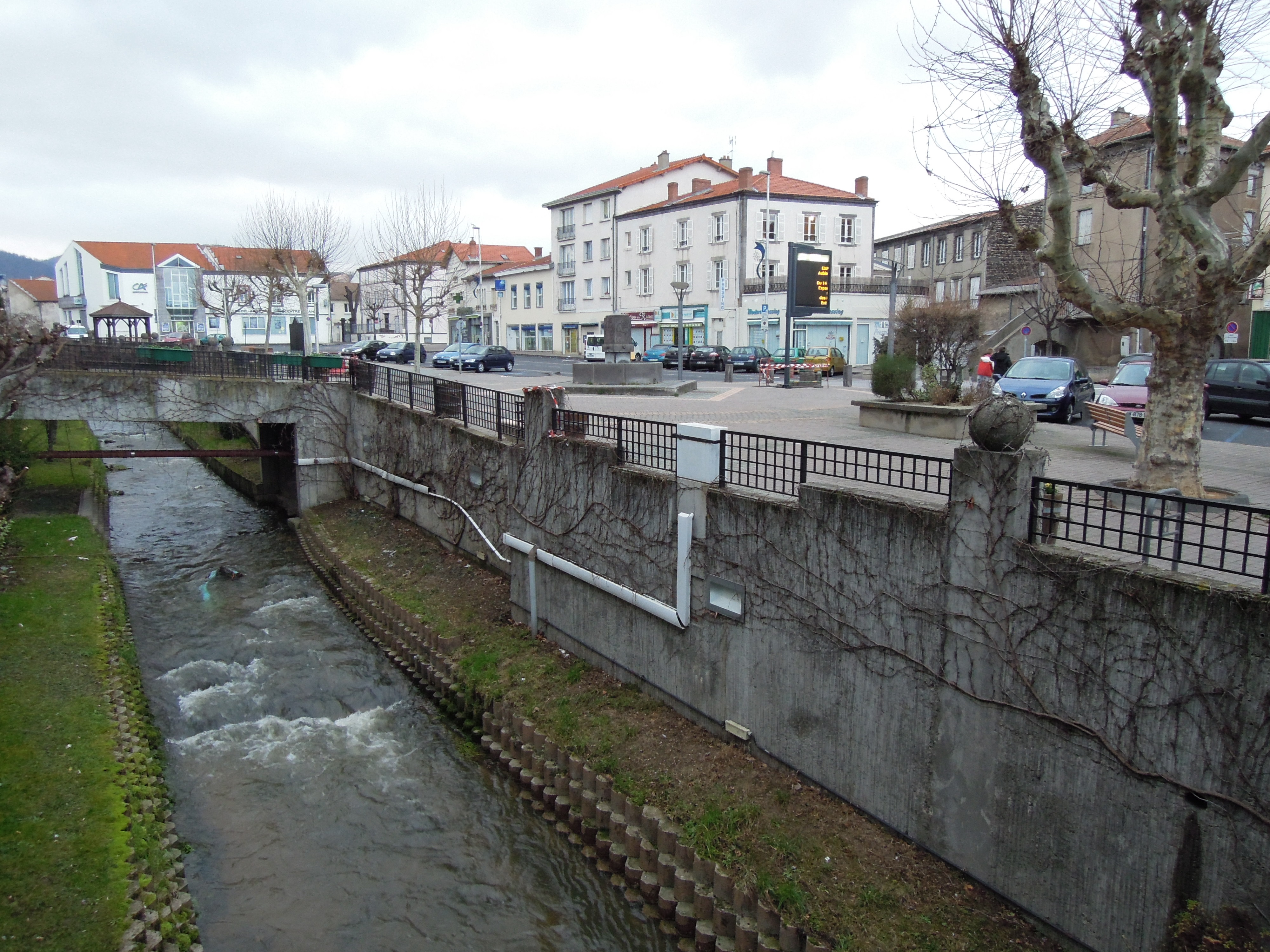
Place des Ramacles met op de voorgrond de Artière

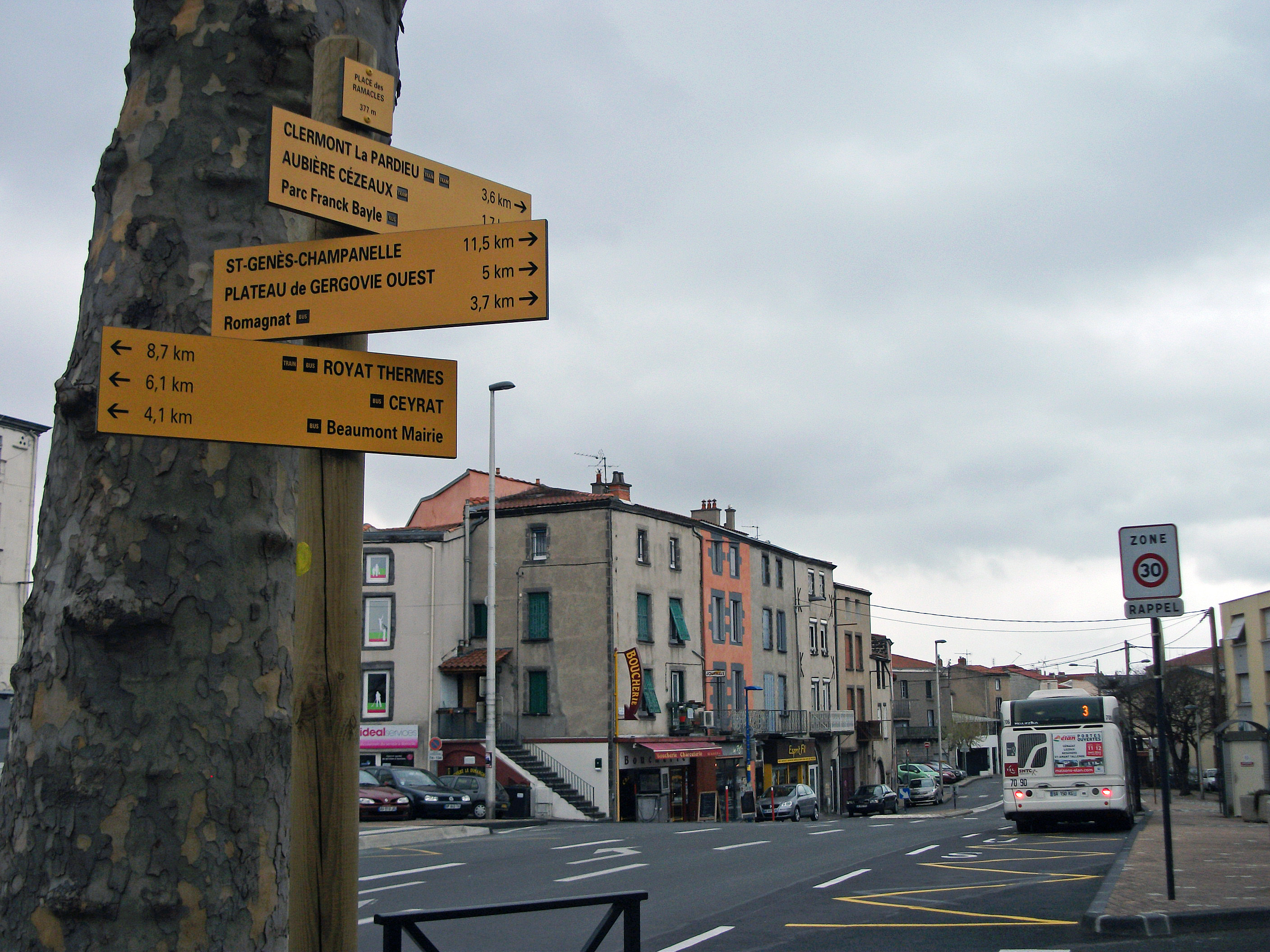
Place des Ramacles

Het Place des Ramacles is een plein de Franse gemeente Aubière (Puy-de-Dôme). Het plein bevindt zich tussen het dorpscentrum in het noorden en de rivier de Artière in het zuiden.

## Beschrijving
Het Place des Ramacles is het belangrijkste plein van de gemeente. De vrijdag- en zondagmarkten worden op het plein gehouden. Het gebouw van de post, het politiekantoor en verschillende horecazaken liggen aan het plein. Centraal op het plein staat sinds 1969 een fontein met een vierhoekige steen met daarop voorstellingen van de wijnbouw. De Fontaine Knox werd aan de gemeente geschonken door William Knox, een Amerikaanse officier die in 1918 in Aubière verbleef. Van de vele ramaclés zijn er maar vier bewaard gebleven.

## Geschiedenis
Het plein en de ernaast lopende Rue des Ramacles kregen hun naam van de Porte de Ramacles. Deze stadspoort, ook Porte des Vendanges genoemd, was een van de twee poorten van het ommuurde Aubière. Via deze poort gingen de inwoners naar hun wijngaarden en wijnkelders die aan de overkant van de Artière lagen. Dit was lange tijd een drassig gebied tot het na de Franse Revolutie werd aangelegd als plein. De stadspoorten en -muren werden toen ook verkocht en afgebroken. De Artière, die gevoelig was aan overstromingen, werd gekanaliseerd en ten oosten van het plein ook overdekt.
Hier stond tijdens het ancien régime de galg van Aubière. In 1847 werd hier de guillotine opgesteld voor de terechtstelling van de moordenaar van Jean Foulhouze, de burgemeester van Aubière. 15.000 mensen woonden de executie bij.
De huizen aan de noordelijke zijde van het plein werden in de 18e eeuw gebouwd tegen de zuidelijke stadsmuur van Aubière. Tussen deze huizen en het plein lag een gracht, de Béal. De wijnbouwers die deze huizen bezaten, maakten in de eerste jaren van de 19e eeuw van de eerste verdieping van hun huis een brug over deze gracht die trapsgewijs toegang gaf tot de Place de Ramacles. Zo konden ze rechtstreeks naar hun wijngaarden op de hellingen ten zuiden van Aubière gaan zonder een omweg te maken door het dorp. Dit gebeurde zonder toelating van het gemeentebestuur en het kwam tot een gerechtelijke procedure. Pas in 1819 werd de situatie geregulariseerd. De trappen mochten blijven zolang de Béal toegankelijk bleef als wasplaats. Deze trappen kregen de naam ramaclés.
In de 19e eeuw werd er een muziekkiosk geplaatst op het plein.